# Femke Pluim
Femke Pluim (née le 10 mai 1994 à Gouda) est une athlète néerlandaise, spécialiste du saut à la perche.

## Carrière
Le 7 juin 2015, elle bat le record national en 4,50 m à Vught puis améliore cette marque le 1er août à Amsterdam à l'occasion des Championnats nationaux. Lors des Championnats du monde de Pékin, Pluim ne passe pas le cap des qualifications (4,30 m).
Le 7 juillet 2016, la Néerlandaise égale sa meilleure performance de la saison (4,45 m) en qualifications des Championnats d'Europe d'Amsterdam où elle se qualifie ainsi pour la finale où elle obtient, le 9 juillet, la 6e place avec à nouveau cette performance de 4,45 m.

## Palmarès
| Date | Compétition                       | Lieu           | Résultat | Marque |
| ---- | --------------------------------- | -------------- | -------- | ------ |
| 2013 | Championnats d'Europe juniors     | Rieti          | 2e       | 4,25 m |
| 2015 | Championnats d'Europe espoirs     | Tallinn        | 4e       | 4,25 m |
| 2016 | Championnats d'Europe             | Amsterdam      | 6e       | 4,45 m |
| 2016 | Jeux olympiques                   | Rio de Janeiro | 29e      | 4,15 m |
| 2017 | Championnats d'Europe par équipes | Lille          | 5e       | 4,35 m |

## Records
| Épreuve          | Épreuve   | Performance | Lieu           | Date                            |
| ---------------- | --------- | ----------- | -------------- | ------------------------------- |
| Saut à la perche | Plein air | 4,55 m (NR) | Amsterdam      | 1er août 2015                   |
| Saut à la perche | Salle     | 4,50 m (NR) | Gand Apeldoorn | 16 janvier 2016 27 février 2016 |